# Umar al-Hasi
Umar al-Hasi (arab. عمر الحاسي, ʿUmar al-Ḥāsī; ur. w 1949) – libijski polityk. 
25 sierpnia 2014 został on powołany przez nieuznawany na arenie międzynarodowej parlament – islamistyczny Powszechny Kongres Narodowy na stanowisko premiera Libii. Jego rząd nie jest uznawany za legalnego przedstawiciela państwa, a jego władza obejmuje jedynie część powierzchni kraju. 31 marca 2015 został odwołany ze stanowiska premiera przez Powszechny Kongres Narodowy, jego następcą został Chalifa al-Ghuwajl.